# 2015 TB145
2015 TB145 （也可以寫成2015 TB145）是一顆直徑大約600（2,000英尺）的阿波羅型小行星。它於2015年10月31日17:01UTC以與地球相距1.27月球距離安全通過。
這顆小行星在2015年10月10日首度被泛星計畫的1.8-（71-英寸） 里奇-克萊琴望遠鏡發現，當時的視星等是20等。這顆小行星大部分的時間都在火星軌道之外，不僅有很大的傾角，而且大部分時間還在黃道平面的下方，因此未能很快地被發現。這顆小行星曾在1923年10月29日以0.064 AU（9,600,000 km；5,900,000 mi）略過地球，但在2088年之前才會再度接近。2015年的接近是在未來的500年中最接近的一次。
在萬聖節的電視特別節目："它是大南瓜, 查理·布朗"的動畫之後，"不可思議"的，媒體戲稱這顆小行星是"大南瓜"。由於阿雷西博天文臺的雷達頻率影像像是人類頭骨，又在萬聖節釋出，所以也稱為“萬聖節小行星”和“骷髏小行星”。

## 2015 年飛掠
在2015年10月31日，這顆小行星先以0.00191 AU（286,000 km；178,000 mi）的距離掠過月球，然後再以0.00325 AU（486,000 km；302,000 mi）的距離掠過地球。
上一次最靠近的天體是2004 XP14（其絕對星等H<20），於2006年7月3日以1.1月球距離掠過。已知下一個接近地球的如此大天體是(137108) AN10，將在2027年以1月球距離掠過地球。估計直徑在300-500米的近地小行星大約有2,400顆，其中約1,100顆已經被發現。
這些小行星最靠近地球時的視星等大約只有10等，還是太微弱，以致肉眼看不見。即使是在峰值亮度，最適合北半球觀測的小行星，對業餘天文學家的小望遠鏡仍然是極具挑戰性的目標。阻礙觀測的炫光有80%會來自虧凸月。
在11:00UT，這顆小行星位於金牛座的方向，距離月球大約9度，每小時的移動速率是3.4度。最接近的時刻大約是17:00UT，小行星的位置在大熊座，距離月球大約56度，並以每小時14.7度的速率移動。在最接近之後，它的光度迅速減弱，並且在天空中看似越來越接近太陽。
| 飛越的動畫 以地球為中心觀看的飛越動畫，以每小時一個圓圈標示移動的軌跡。 |

### 雷達影像
在最接近時，利用金石深太空通訊中心、綠堤望遠鏡和阿雷西博天文台的雷達進行研究。它是這一年最好的雷達目標之一，解析度高達每圖元（畫素）2（7英尺）。綠堤望遠鏡的雙雷達影像的解析度為每圖元4（13英尺）。阿雷西博的影像解析度為每圖元7.5（25英尺） 。
| 10月30日 | 10月31日 12:55 - 13:08 UTC | 11月1日 | 金石的2015 TB145雷達影像 |
| -------- | -------------------------- | ------- | ------------------------ |
|          |                            |         |                          |

## 可能起源於彗星
高軌道傾角和高離心率建議2015 TB145 可能是在歷經無數次的繞行太陽之後，揮發性物質已經消耗殆盡的已滅絕彗星。Peter Jenniskens和Jérémie Vaubaillon的軌道計算表明，它不會在2015年產生伴隨的流星。流星體應該在距離地球超過0.0007 AU（100,000 km；65,000 mi）處掠過。如過流星體穿過地球的軌道，輻射點應該來自波江座的北方。全天流星監視攝影機（CAMS，Cameras for Allsky Meteor Surveillance）在2013和2014年也都沒有察覺到設定的天空區域有任何的活動 。這個天體的反照率很低，只有0.06，只是略高於一顆典型的彗星應有的0.03－0.05。

## 註解
1. ↑  相較之下，大約在2012年10月6日，這顆小行星達到其峰值光度，20.9等。但是離日度大約僅是75度，與地球相距0.4天文單位[7]

## 外部連結
- Orbital simulation（页面存档备份，存于） from JPL (Java) / Ephemeris（页面存档备份，存于）
- ALERT! Bright NEO 2015 TB145 on 29-31 October, 2015 – Ian Musgrave  (itelescope)
- WebCite archive of JPL solution #2 from 2015-Oct-14
- Halloween Asteroid is a Radar Science Treat（页面存档备份，存于） (NASA Jet Propulsion Laboratory on YouTube)
- Halloween Asteroid 2015 TB145 Flyby（页面存档备份，存于） Jerry Hilburn, 10/31/2015 12:12-12:24AM, Catfish Observatory, Teirra Del Sol, Canon 5D and an Orion ED 80 Refractor on an AVX Celestron Mount
- NASA JPL小天體瀏覽器上的2015 TB145